# Сорока Богдан Михайлович

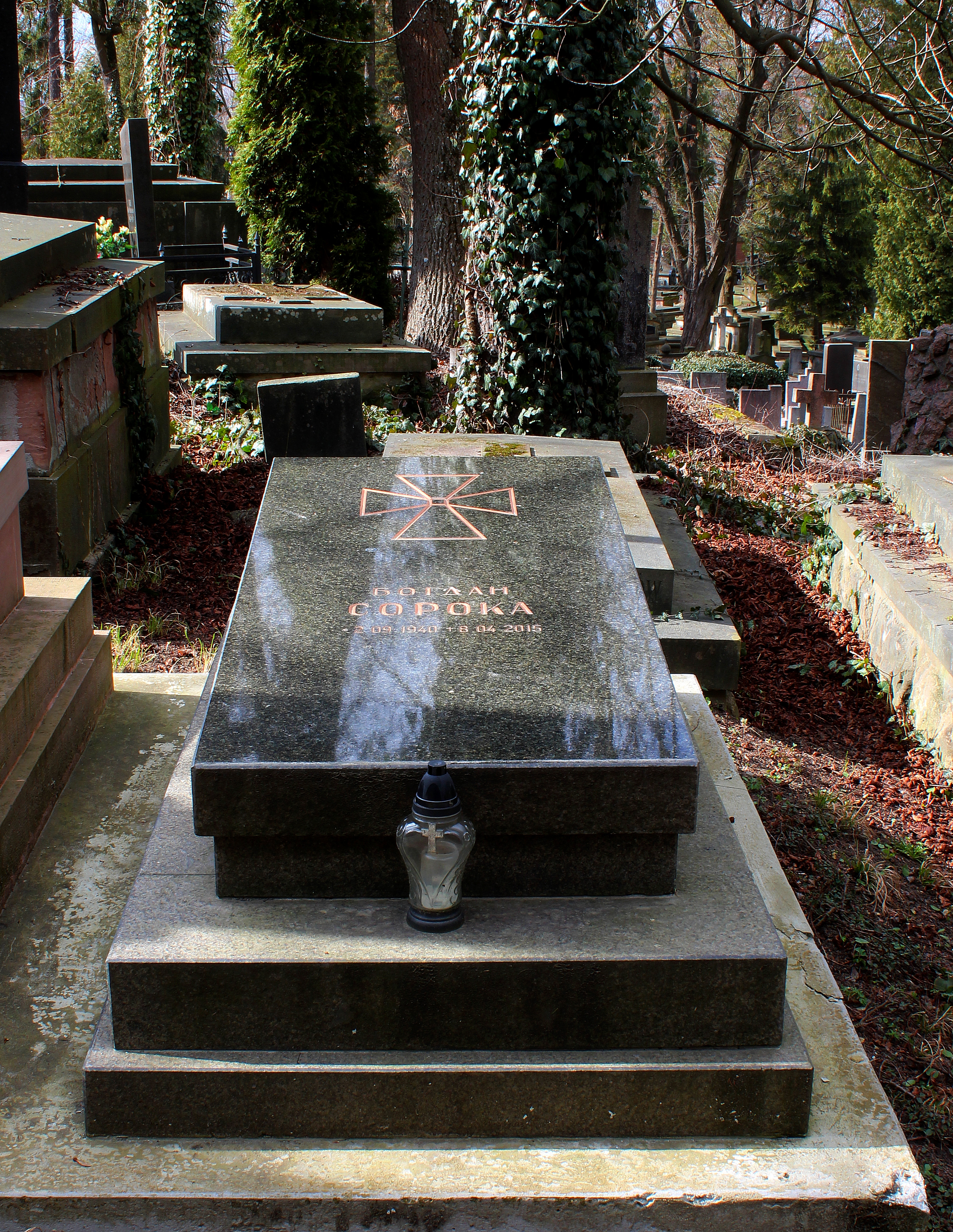
Могила Богдана Сороки на 59 полі Личаківського цвинтаря

Богда́н Миха́йлович Соро́ка (2 вересня 1940, Львів — 9 квітня 2015, Ряшів) — український художник-графік, перший завідувач кафедри промислової графіки Львівської академії мистецтв. Син діяча ОУН Михайла Михайловича Сороки та зв'язкової Романа Шухевича Катерини Миронівни Зарицької, онук математика Мирона Онуфрійовича Зарицького.

## Біографічні відомості
Народився у в'язниці Бригідки у Львові, де була ув'язнена НКВС його мати Катерина Миронівна Зарицька.
Батько Михайло Михайлович Сорока (1911—1971) — учасник українського руху опору, член ОУН, протягом понад 30 років був в'язнем радянських таборів, організатором спротиву в'язнів «ОУН-Північ».
Богдана виховували й «виводили в люди» дідусь і бабуся по материній лінії — Мирон Онуфрійович Зарицький (1889—1961), видатний український математик, професор Львівського державного університету, і його дружина Володимира Іванівна (до шлюбу Зафійовська), адже батьки довгі роки поневірялися в Сибіру.
1964 року закінчив Львівський державний інститут прикладного та декоративного мистецтва.
З 1964 року до 1993 року працював у Львівському художньому комбінаті живописцем-монументалістом.
З 1993 — доцент ЛДІПДМ, 1996 — перший завідувач завідувача кафедри промислової графіки, де працював до 2005.
Перші свої лінорити створив 1969 року як ілюстрації до збірки поезій Ігоря Калинця «Відчинення вертепу», які були видрукувані в Лондоні під назвою «Поезії з України». Це спонукало КГБ порушити кримінальну справу проти художника, десятиліття забороняли виставляти його твори та згадувати його ім'я у пресі.
Але художник не полишав праці над графічними циклами: «Українська міфологія» (1970—1972), «Купальські забави» (1974), «Символи Григорія Сковороди» (1975), «Похід гномів» (1979—1984), «Подорож Узбекистаном» (1981—1982), «Архітектура Львова» (1990), «Символи та емблеми», «Дерев'яні церкви Галичини» (2000). Створив графічні ілюстрації до творів Лесі Українки, Романа Іваничука, Василя Стефаника, Тараса Шевченка, Івана Кошелівця.
1989 року отримав премію на міжнародному конкурсі екслібриса у Вільнюсі (Литва).
Від 2001 року працював у техніці кольорової ліногравюри.
2014 року вийшли друком спогади художника, у відгуку на які Віктор Неборак охарактеризував автора як «лаконічного, прозорого у висловлюваннях і графічно точного».
Був одружений, мав дві дочки. Онук Антон Святослав Грін зіграв одну з головних ролей у фільмі «Поводир».
До кола друзів входили Іван Світличний, В'ячеслав Чорновіл, Ігор Калинець, брати Горині Михайло, Богдан і Микола. Був однокласником видатного актора Богдана Ступки.
Помер у Ряшеві під час проведення хірургічної операції. Похований недалеко від могили діда на полі № 59 Личаківського цвинтаря у Львові.